# Checkers d'Indianapolis
Les Checkers d'Indianapolis sont une franchise de hockey sur glace ayant évolué dans la Ligue internationale de hockey.

## Historique
L'équipe a été créée en 1984 à Indianapolis en Indiana et évolua dans la LIH jusqu'en 1987 année où elle fut vendue et transféré pour devenir les Rangers du Colorado.

## Statistiques
| No | Saison    | PJ | V  | D  | N | DP | BP  | BC  | Pts | Classement               | Séries éliminatoires | Entraîneur   |
| -- | --------- | -- | -- | -- | - | -- | --- | --- | --- | ------------------------ | -------------------- | ------------ |
| 1  | 1984-1985 | 82 | 31 | 47 | 4 | 0  | 264 | 318 | 69  | 8e place, LIH            | Éliminés 1er tour    | Darcy Regier |
| 2  | 1985-1986 | 82 | 41 | 31 | 1 | 5  | 296 | 303 | 88  | 5e place, division Ouest | Éliminés 1er tour    | Ron Ullyot   |
| 3  | 1986-1987 | 82 | 37 | 38 | 0 | 7  | 360 | 387 | 81  | 4e place, division Ouest | Éliminés 1er tour    | Ron Ullyot   |